# South Kilworth
South Kilworth är en civil parish i Storbritannien.   Den ligger i grevskapet Leicestershire och riksdelen England, i den södra delen av landet, 120 km nordväst om huvudstaden London. Antalet invånare är 430.